# Wendy Mesley
Wendy Mesley (née le 8 janvier 1957) est une présentatrice et reporter canadienne.
Elle est reporter pour la Société Radio-Canada, essentiellement pour les chaînes CBC Television et CBC News Network.

## Carrière

### Débuts
En 1979, Mesley postule pour un emplois d'été chez les réseaux CBC et CTV. Ces derniers n'ont pas tardé à l'engager en même temps. Elle commence sa carrière à CFCF-DT jusqu'en 1981 où Mesley fait son entrée à la Société Radio-Canada. 

### Les années CBC
En 1986, elle obtient le poste de correspondante parlementaire à Ottawa jusqu'à 1991 où elle devient correspondante aux affaires nationales et débutera ses premières animations à l'émission Sunday Report. 
De 1995 à 2001, elle est à la barre de l'émission sur le thème des médias et de la technologie Undercurrents. En 1999 et en 2001, son travail lui vaut le prix Gemini dans la catégorie meilleur animateur ou intervieweur d'une série d'actualités ou d'informations générales.
De 2001 à 2002, elle anime, avec Diana Swain, le magazine d'enquête CBC News: Disclosure pour une saison seulement. Après CBC News: Disclosure, elle sera à la barre des émissions Marketplace et The National.
Entre janvier 2005 et mars 2006, Mesley met en pause sa vie professionnelle en raison d'un diagnostic de cancer du sein. En même temps qu'elle effectue son retour à CBC, son documentaire Chasing the Cancer Answer est diffusé. Bien que généralement bien accueilli, il a engendré un commentaire négatif de la part de Margaret Wente du Globe and Mail.
De 2007 à 2010, elle anime la version canadienne de l'émission néerlandaise De Nationale IQ Test soit Test the Nation avec Brent Bambury. Dès octobre 2009, elle anime de plus en plus le bulletin de soirée via l'émission The National jusqu'en devenir l'animatrice régulière du dimanche en 2010.

### The Weekly with Wendy Mesley, controverse & retraite
En 2018, Mesley anime l'émission politique du dimanche matin The Weekly with Wendy Mesley. 
En septembre 2019, elle est accusée d'avoir prononcé le terme offensant nègre en parlant d'un livre, lors de la préparation d'une émission, mais elle reste toutefois en poste. Mais en juin 2020, elle est suspendue par la CBC pour avoir prononcé le même mot en citant le titre du livre de Pierre Vallières Nègres blancs d'Amérique,. Finalement son émission est annulée en même temps que sa suspension.
Après plus d'un an de suspension soit le 5 juillet 2021, Mesley annonce son départ à la retraite après plus de 40 ans de carrière. Le 7 juillet 2021, elle publie un texte d'opinion dans le quotidien The Globe and Mail et intitulé I made mistakes. But my departure wasn’t the solution to the CBC’s problem with racism (traduction: J'ai fait des erreurs. Mais mon départ n'était pas la solution au problème de racisme de Radio-Canada). Alors que Mesley reconnaît avoir commis une grave erreur en utilisant un terme offensant à deux reprises lors de réunions éditoriales. Mesley a indiqué que sa seconde erreur était d'avoir fait confiance à la direction de CBC pour gérer cette histoire de manière appropriée. Elle a également estimé que la punition administrée par la direction était disproportionnée, étant donné que dans les deux cas, son utilisation du mot n'était pas malveillante.

## Vie privée
Wendy Mesley est née à Montréal, Québec. Elle a été élevée par une mère célibataire qui exerçait la profession de physiothérapeute dans un hôpital. En 1989, elle se marie avec le présentateur de CBC News Peter Mansbridge, mais ce mariage se termine en 1992. Elle se remarie le 17 avril 1998 avec Liam McQuade et a une fille avec lui, Kate Rae McQuad.
En janvier 2005, Mesley annonce qu'elle avait découvert une bosse dans son sein gauche et avait été diagnostiquée d'un cancer du sein. Après avoir subi des traitements, y compris deux tumorectomies, une chimiothérapie et des radiations, le pronostic de Mesley était excellent. En mars 2006, elle retourne à temps-plein à la CBC, mais est suivie par un oncologiste et doit suivre un traitement anti-cancéreux Herceptin.